# Des Epimenides Erwachen
Des Epimenides Erwachen ist ein Festspiel von Johann Wolfgang Goethe, verfasst 1814 anlässlich der geplanten Berliner Feierlichkeiten zum Sieg über Napoleon Bonaparte. Es vereint Elemente der Dramatik und der Oper mit denen des Oratoriums und des Balletts. Die Musik komponierte Bernhard Anselm Weber. Hintergrund der Handlung ist die Erzählung vom griechischen Philosophen Epimenides, der in einer Höhle 57 Jahre lang geschlafen haben, dabei nicht gealtert und schließlich mit erhöhter Weisheit und Seherkraft aufgewacht sein soll.

## Hintergrund
Iffland hatte bei Goethe nachfragen lassen, ob er gegen entsprechendes Honorar ein etwa 20-minütiges Vorspiel zu den Feiern 1814 verfassen würde. Schlussendlich wurde das Festspiel aber nicht zu dieser Gelegenheit, sondern erst am 30. März 1815 in Berlin zum ersten Mal aufgeführt.

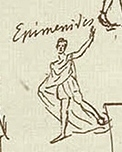
Epimenides auf dem Kunzschen Riss

## Inhalt
Aktuelle Geschehnisse – die beendeten Napoleonischen Kriege – werden von Goethe in eine Allegorie gekleidet. Im Auftrag der Götter wird Epimenides von zwei Genien zum zweiten Mal in einen mehrjährigen Schlaf versetzt. Nachdem dies geschehen ist, setzt sich eine jahrhundertelange Kriegsmaschinerie in Gang. Der Dämon des Krieges beschwört die Kräfte der Zerstörung herauf (Regieanweisung: „Ein Brandschein verbreitet sich über das Theater.“). Als Epimenides erwacht und der Zerstörungen gewahr wird, propagiert er eine friedliche Gesellschaft als Fernziel menschlichen Handelns. Durch gemeinsame Anstrengungen gelingt es den Völkern schließlich, den Krieg hinter sich zu lassen (symbolisiert durch die personifiziert auftretenden Glaube, Liebe und Hoffnung).